# 光発芽種子

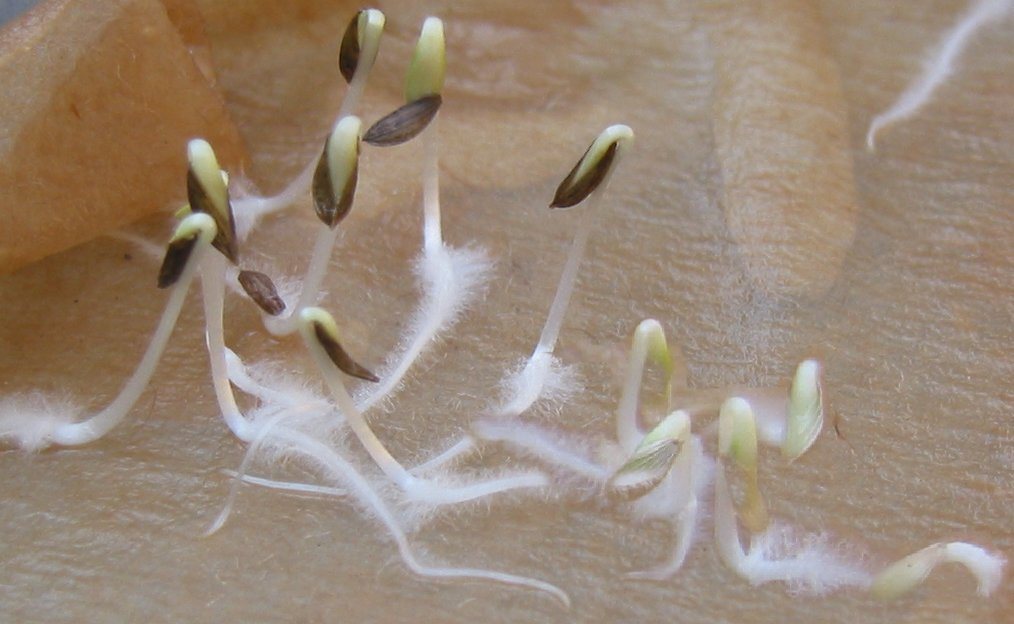
レタスの発芽。左の褐色の種皮がついているものがバターヘッドレタス、右の白っぽい種皮のものがクリスプヘッドレタス

光発芽種子（ひかりはつがしゅし/こうはつがしゅし、photoblastic seed）とは、光の照射を発芽の条件とする植物の種子のこと。明発芽種子（めいはつがしゅし）または好光性種子（こうこうせいしゅし）とも呼ばれる。光発芽の実験によく用いられるレタスの他、シロイヌナズナ、イワタバコ、ヤドリギ、マツヨイグサ、イチジク、イチゴなど、多くの野外植物の種子がこの特徴を持っている。
逆に光によって発芽が阻害される種子、暗所で発芽しやすい種子は暗発芽種子(ドイツ語、負の光発芽性種子)という。

## 概要・原理
光発芽種子は、一般に発芽に必要な水、酸素、温度等の条件が揃っても、暗黒下では発芽しない。しかし、波長およそ 650nm-680nm の赤色光によって誘導されるが、赤外光/遠赤色光（710-740 nm）では逆に発芽が抑制される。これらの二つの波長域の光がいずれもシグナルとして機能し、最後に照射された光によって、発芽するかしないかが決まる。この応答は可逆的であり、このような発芽を光発芽と呼ぶ。レタスの栽培品種 Grand Rapids の光発芽についての研究から、この可逆的光形態形成反応やフィトクロムが発見された。
光可逆反応の中心となるフィトクロムは、赤色光吸収型（Pr）および遠赤色光吸収型（Pfr）の2つの型がある。これらはそれぞれの吸収波長の光を受容することで、他方へと変換される（光可逆性）。Pr と Pfr のうち活性型は後者であり、赤色光を受光して Pfr が蓄積することで、発芽へ向けた種々の生理現象が活性化される。
なおレタス等における光依存的な発芽は、植物ホルモンの一つであるジベレリンの生理活性型の増加を引き起こす。またジベレリン処理は赤色光照射を代替して発芽を誘導する。従って、フィトクロムはジベレリンの生合成を制御している可能性が示唆されている。

## レタスを用いた研究
光発芽をめぐってはレタス種子を用いた実験がしばしば行われている。レタスの場合、赤色光に感受性のある部分は胚軸であり、ここに前述のフィトクロムが含まれている。レタス種子の光発芽は温度にも依存し、その一方でレタスには暗発芽性の品種もある。また同様に光発芽種子とされるトゲチシャの種子を用いた実験においても、その光発芽には温度依存が認められる。

## 生態的意義
屋外における直射日光に含まれる赤色光と近赤外光との比（R/FR）は、通常 1.15 前後である。これに対し、植物によって遮られた光の R/FR は 0.1-0.4 程度にまで低下する。光発芽種子はこのような光条件の相違を検知することで、他の植物との競争を回避し、自身の生育に向いた環境下で選択的に発芽していると考えられている。